# Колібрі-ангел фіолетововусий
Колі́брі-а́нгел фіолетововусий (Heliomaster squamosus) — вид серпокрильцеподібних птахів родини колібрієвих (Trochilidae). Ендемік Бразилії.

## Опис

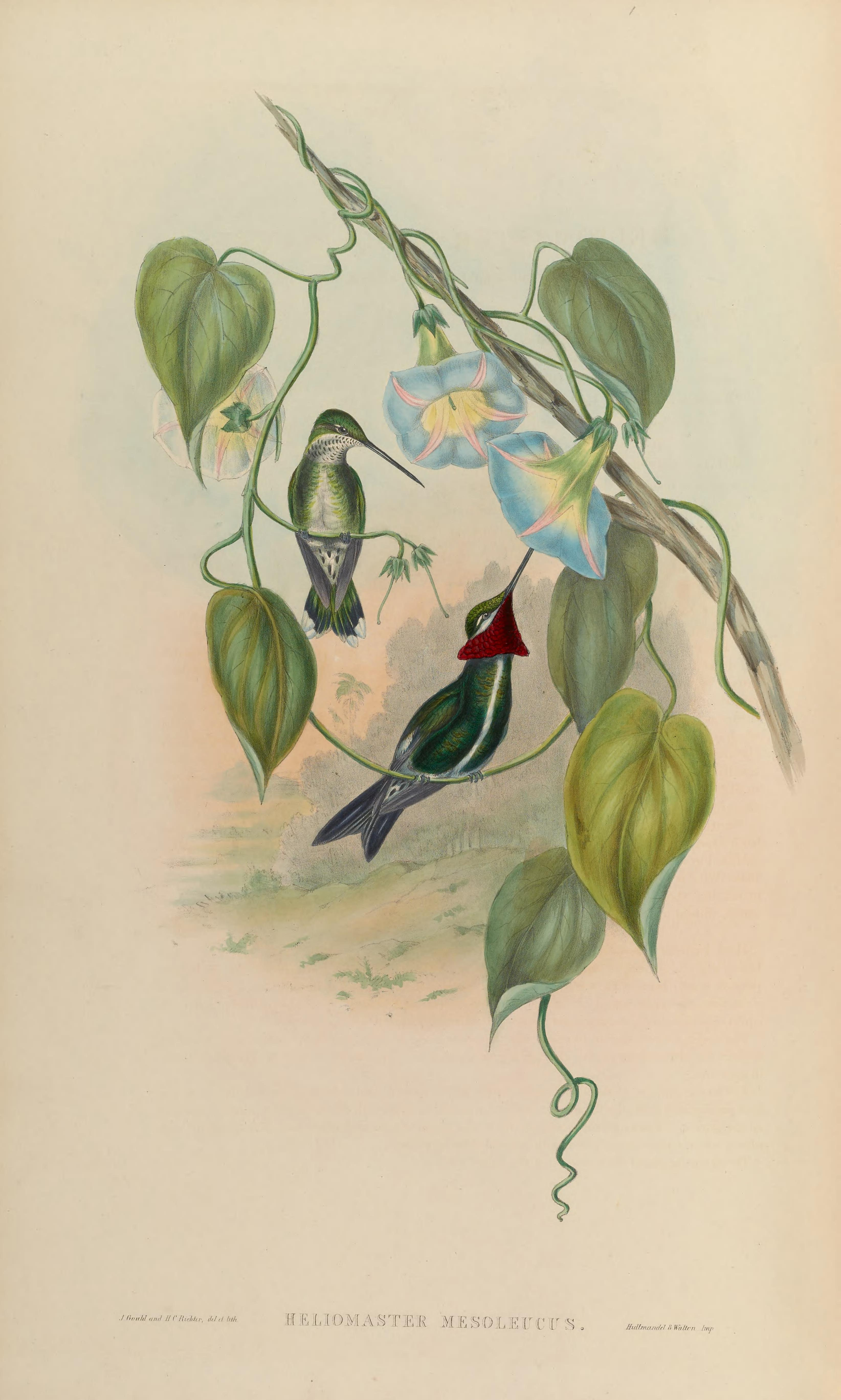
Фіолетововусі колібрі-ангели

Довжина птаха становить 11,2-12,4 см, вага 5-6,5 г. У самців під час сезону розмноження тім'я райдужно-зелене, решта верхньої частини тіла бронзово-зелена. На горлі і шиї з боків блискуча фіолетова пляма, пера на шиї з боків видовжені. Нижня частина тіла зеленувато-чорна з білою смугою посередині. Хвіст роздвоєний, центральні стернові пера бронзово-зелені, решта стернових пер темно-синьо-зелені. Дзьоб довгий, чорний, дещо вигнутий. За очима білі плямки, під дзьобом білі "вуса". Під час негніздового періоду горло у самців сірувате, поцятковане чорними плямами.
У самиць верхня частина тіла така ж, як у самців. Пера на горлі у них чорнувато-зелені з білими краями. Груди і живіт сіруваті з центральною білою смугою, боки зеленуваті. Хвіст менш роздвоєний, ніж у самців, крайні стернові пера мають на кінці сталево-синю смугу, кінчики них білі. Забарвлення молодих птахів є подібне до забарвлення самиць.

## Поширення і екологія
Фіолетововусі колібрі-ангели мешкають на сході Бразилії, від Пернамбуку через Баїю, Гояс і Мінас-Жерайс до Сан-Паулу, бродячі птахи також спостерігалися в Національному парку Ігуасу на північному сході Аргентини. Вони живуть у вологих рівнинних атлантичних лісах і саванах серрадо. Зустрічаються на висоті до 800 м над рівнем моря.
Фіолетововусі колібрі-ангели живляться нектаром різноманітних квітучих рослин, який шукають на висоті від 3 до 8 м над землею, а також дрібними комахами, яких ловлять в польоті. Птахи охороняють кормові території, однак більш агресивно реалують на представників свого виду, ніж на інших колібрі.
Сезон розмноження в триває з лютого по квітень, однак були зафіксовані випадки гніздування в листопаді. Гніздо невелике, чашоподібне, розміщується на горизонтальній гілці дерева, на висоті від 3 до 8 м над землею. В кладці 2 білих яйця. Інкубаційний період триває 14-16 днів, пташенята покидають гніздо через 21-24 дні після вилуплення.